# Дани, Эльхаида
Эльхаида Дани (алб. Elhaida Dani, 17 февраля 1993, Шкодер) — албанская певица. Стала известна после победы на албанской «Star Academy» в 2009 году, и на «Top Fest» в 2012 году. Позднее в том же году она участвовала в итальянской версии «Голоса», и выиграла шоу, набрав более 70 % голосов телезрителей. Позже она выпустила свой первый сингл «Baciami e Basta» с помощью итальянского «Universal Music».
В декабре 2014 года она победила на 53-м «Festivali i Këngës» (албанский отбор на «Евровидение») с песней «Diell» (алб. солнце), и получила право представлять свою страну на Евровидении-2015 в Вене. Однако, 23 февраля 2015 певица объявила, что композиторы песни, с которой она победила в отборе, решили уйти с конкурса, и она исполнит другую песню на «Евровидении». На следующий день было объявлено, что песня будет называться «I’m Alive».

## Жизнь и карьера

### Ранняя карьера
Эльхаида Дани родилась 17 февраля 1993 года в Шкодере, городе в северной Албании. Обучалась игре на фортепиано с 6 лет. Она появилась на национальном телевидении в 2008 году, после участия в «Kënga Magjike» с песней «Fjala е fundit» (рус. последнее слово).
В 2009 году она участвовала в албанской версии «Star Academy» и выиграла. Затем она продолжила петь в различных музыкальных конкурсах в балканских странах. В 2011 году она участвовала в «Sunčane Skale», проходившем в Черногории с песней «Si asnjëherë» (рус. как никогда раньше) и победила в молодёжной категории шоу Позже она выиграла два турнира в Болгарии и Румынии. Также приняла участие в 50-м «Festivali i Këngës» с песней «Mijëra vjet» (рус. тысячи лет).
В начале 2012 года она работала с популярным музыкальным лейблом «Threedots Music Albania» и написала песню «S’je më» (рус. ты больше не тот), и выиграла крупнейшее музыкальное шоу в Албании, «Top Fest» После возвращения в Албанию, первая песня, которую она пела, была «Ya nabi salam alayka» Махера Заина в медресе мусульманского общества Албании. Там она носила платок.

### 2014—2015: Евровидение-2015

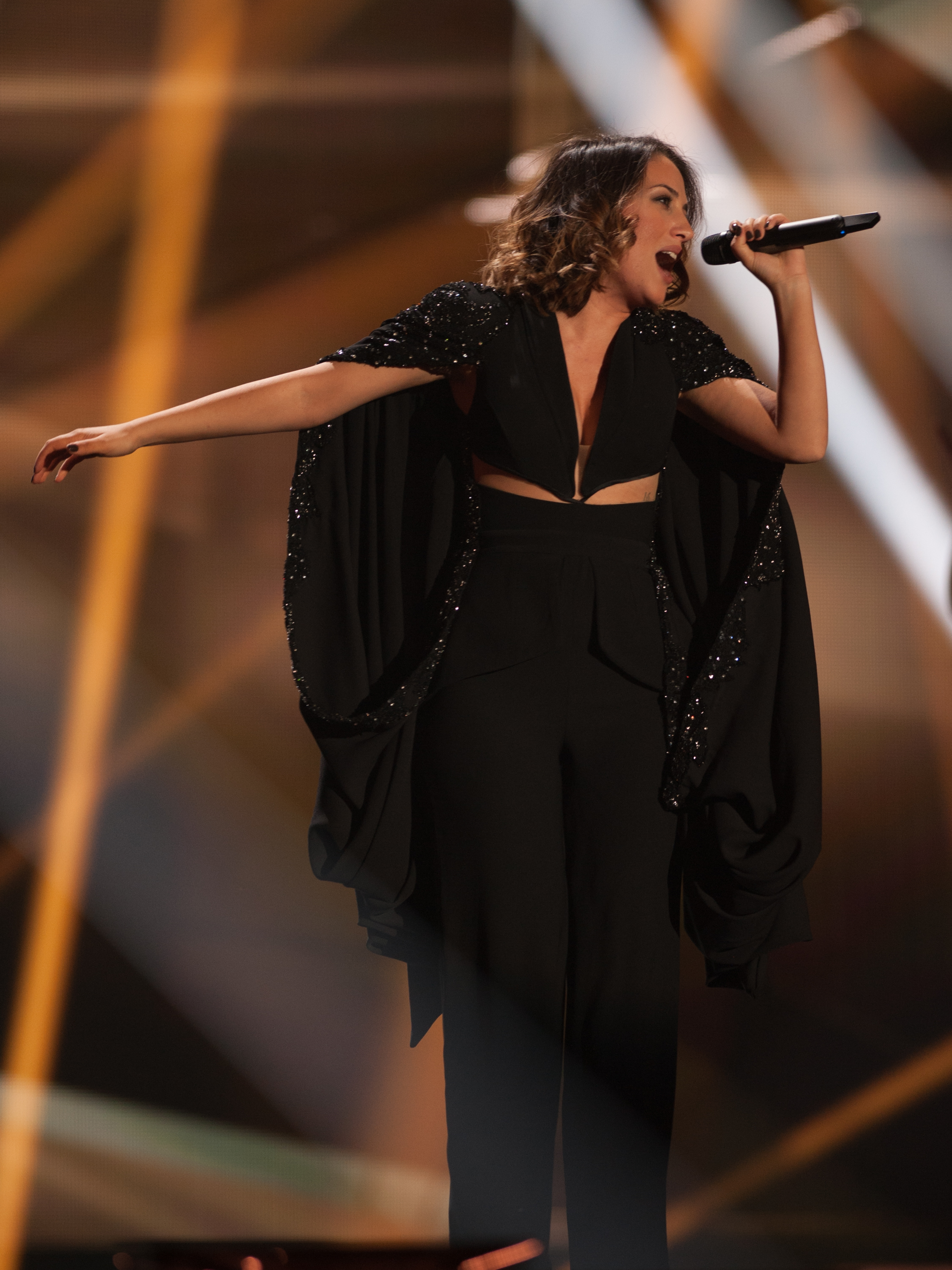
Эльхаида Дани исполняет «I’m Alive» на Евровидении-2015.

В 2014 году Эльхаида Дани сказала, что она собирается принять участие в 53-м «Festivali i Këngës», с надеждой представить Албанию на Евровидении 2015. Её песня «Diell» (рус. солнце) была среди 28 участников программы. Конкурс проводился с 26 по 28 декабря в Тиране. Она заранее была фаворитом шоу. 28 декабря 2014 года Эльхаида выиграла конкурс, набрав 82 очка.
После «Festivali i Këngës», Дани была вынуждена изменить песню для «Евровидения» на «I’m Alive», после того, как композиторы песни «Diell» ушли с конкурса. Она выступила на «Евровидении-2015» именно с этой песней. Она вышла в финал из первого полуфинала, заняв 10 место.
В финале «Евровидения-2015» Эльхаида Дани выступала 26-й и заняла семнадцатое место, получив 34 балла, как и представители Албании на Евровидении-2008 и Евровидении-2009. Больше всего баллов Албания получила от Македонии (12 баллов) и Черногории (10 баллов).

### 2016—2017: «Нотр-Дам де Пари»
В 2016 году Рикардо Коччанте и Люк Пламондон позвали Эльхаиду играть роль Эсмеральды в известном мюзикле (несколько раз входившем в Книгу рекордов Гиннеса) «Нотр-Дам де Пари».
С 2016 года она гастролирует по всему миру (Франция, Ливан, Россия, Тайвань, Канада).

### 2017: Возвращение
‘‘Песня «Mё Mbaj» (рус. Держи меня) была создана в середине 2017 года во время игры на народных инструментах в студии. Мандолины, игравшие в песне напомнили мне традиционную албанскую музыку и вдохновили немедленно написать албанский текст на мелодию, которую мы пели. Уже через час мы получили #membaj ‘’
Это первая написанная Эльхаидой песня, обозначившая начало её карьеры как автора песен.
Текст песни об истории двух людей, которая заканчивается, но они помнят все моменты вместе, и желают снова оказаться вместе, пусть даже только на одну ночь.
Видео создаёт обстановку, где одиночество певицы прерывается потоком воспоминаний. Певица погружается в воду каждый раз, когда хочет вернуть те воспоминания.
Песня и клип были созданы в Италии, где Эльхаида сейчас работает над первым её альбом как автора песен на итальянском и английском языках.
В декабре 2017 года она приняла участие в финале Kenga Magjike с песней «E Ngrire» (рус. Невероятная). Она заняла второе место, набрав 988 очков, и отстав на 11 от победительницы, Анжелы Перистери. Спустя две недели выпустила англоязычную версию песни — «Amazing».
19 декабря на Youtube-канале певицы было опубликовано видео на песню «Sugar Wings» (рус. Сахарные крылья).

## Дискография

### EPs
| Название     | Детали альбома                                                                | Пиковые позиции в чартах | Сертификаты |
| Название     | Детали альбома                                                                | ITA                      | Сертификаты |
| ------------ | ----------------------------------------------------------------------------- | ------------------------ | ----------- |
| Elhaida Dani | - Дата выхода: 2 июля 2013 - Лэйбл: Sony BMG - Форматы: CD, цифровая загрузка | 28                       | -           |

### Синглы
| Название                    | Год  | Пиковые позиции в чартах | Пиковые позиции в чартах | Пиковые позиции в чартах | Сертификаты | Альбом               |
| Название                    | Год  | ALB                      | ICE                      | ITA                      | Сертификаты | Альбом               |
| --------------------------- | ---- | ------------------------ | ------------------------ | ------------------------ | ----------- | -------------------- |
| «Fjala е Fundit»            | 2008 | -                        | -                        | -                        | -           | Неальбомный сингл(ы) |
| «Si asnjëherë»              | 2010 | -                        | -                        | -                        | -           | Неальбомный сингл(ы) |
| «Mijëra vjet»               | 2011 | -                        | -                        | -                        | -           | Неальбомный сингл(ы) |
| «S’je më»                   | 2012 | -                        | -                        | -                        | -           | Неальбомный сингл(ы) |
| «When Love Calls Your Name» | 2013 | -                        | -                        | -                        | -           | Elhaida Dani         |
| «Baciami е Basta»           | 2013 | -                        | -                        | -                        | -           | Elhaida Dani         |
| «In the Sky for a While»    | 2013 | -                        | -                        | -                        | -           | Elhaida Dani         |
| «Diell»                     | 2014 | -                        | -                        | -                        | -           | Неальбомный сингл(ы) |
| «I’m Alive»                 | 2015 | 1                        | 46                       | -                        | -           | I’m Аlive            |
| «Nё Jetë»                   | 2015 | -                        | -                        | -                        | -           | I’m Аlive            |
| «Mё Mbaj»                   | 2017 | -                        | -                        | -                        | -           | Неальбомный сингл(ы) |
| «E Ngrire»                  | 2017 | -                        | -                        | -                        | -           | Неальбомный сингл(ы) |
| «Amazing»                   | 2017 | -                        | -                        | -                        | -           | Неальбомный сингл(ы) |
| «Sugar Wings»               | 2017 | -                        | -                        | -                        | -           | Неальбомный сингл(ы) |

## Фильмография
| Год  | Название             | Роль                     | Примечания            |
| ---- | -------------------- | ------------------------ | --------------------- |
| 2009 | Star Academy Албания | Камео                    | Сезон 5 (Победитель)  |
| 2011 | Portokalli           | Камео, музыкальный гость | Сезон 16              |
| 2012 | Top Fest             | Камео                    | Сезон 9 (Победитель)  |
| 2013 | Apartamenti 2XL      | Камео, музыкальный гость | Сезон 2               |
| 2013 | Голос Италии         | Камео                    | Сезон 1 (Победитель)  |
| 2014 | Portokalli           | Камео, музыкальный гость | Сезон 21              |
| 2014 | Х-Фактор Албания     | Камео, музыкальный гость | Сезон 3-4             |
| 2014 | Festivali i Këngës   | Камео                    | Сезон 53 (Победитель) |
| 2015 | «Евровидение-2015»   | Камео                    | Участник              |
| 2015 | Шанс                 | Камео                    | Жюри                  |